# Cylloceria brachycera
Cylloceria brachycera är en stekelart som beskrevs av Humala 2002. Cylloceria brachycera ingår i släktet Cylloceria och familjen brokparasitsteklar. Inga underarter finns listade i Catalogue of Life.